# Donny Lalonde
Pour les articles homonymes, voir Lalonde.
Donny Lalonde est un boxeur canadien né le 12 mars 1960 à Victoria, Colombie-Britannique.

## Carrière
Champion du Canada des poids mi-lourds en 1983, il remporte le titre vacant de champion du monde WBC de la catégorie le 27 novembre 1987 en stoppant au second round Eddie Davis. Lalonde bat ensuite Leslie Stewart mais perd contre Sugar Ray Leonard le 7 novembre 1988 par arrêt de l'arbitre au 9e round. Il met un terme à sa carrière en 2003 sur un bilan de 41 victoires, 5 défaites et 1 match nul.